# Personaggi di 4400
Questa voce contiene un elenco dei personaggi presenti nella serie televisiva 4400.

## Personaggi principali

### Tom Baldwin
Tom Baldwin è un agente del NTAC, si è sposato due volte (prima con Linda Baldwin e poi con Alana Mareva, una dei 4400) e ha un figlio, Kyle.
Gli uomini del futuro che hanno rapito i 4400 hanno un interesse particolare per Tom. A un certo punto, per poter parlare con gli uomini del futuro, Tom tenta il suicidio. Questo tentativo di suicidio costringe gli uomini del futuro a rimuoverlo dalla timeline prima che muoia. In questo modo parla con una donna del futuro e la convince a far tornare indietro i bambini che erano stati rapiti e portati nel passato.
In cambio Tom deve distruggere un "grande male" che è stato mandato nel passato per mandare a monte la missione dei 4400. In seguito al suo ritorno ha ricevuto un pacco in cui era contenuta una siringa contenente una sostanza anti-promicina e un biglietto su cui c'era scritto: "Uccidi Isabelle."
In "Fifty-Fifty", Tom decide di iniettare la sostanza a Isabelle ma non ci riesce. È il padre Richard a iniettare la sostanza a Isabelle. Ma il siero non la uccide ma la priva semplicemente dei poteri.
A differenza di Diana, Tom decide di restare nell'NTAC e a prepararsi all'inevitabile caos causato dalla distribuzione della promicina.
Tom ha un figlio, Kyle Baldwin, ed è lo zio di Shawn Farrell.

### Diana Skouris
Diana Skouris è un agente del NTAC che ha adottato una bambina facente parte dei 4400, Maia, capace di prevedere il futuro.
Diana è una dei migliori scienziati dell'NTAC e ha avuto una relazione con l'Agente Marco Pacella. Nell'episodio della terza stagione "Blink" sotto l'influenza di una droga, ha delle allucinazioni e vede la sua vecchia fiamma, Josh, che l'ha tradita due settimane prima del loro matrimonio. Grazie alle allucinazioni lei capisce che da allora stava cercando di trovare un altro "uomo perfetto" e che stava solo usando Marco. Lei di conseguenza decide di lasciarlo.
Diana ha una sorella, April, che una volta ha approfittato dell'abilità di Maia di prevedere il futuro per vincere alla lotteria o a giochi tipo totocalcio. Maia la mise alla prova dandole una falsa predizione e ciò fece perdere ad April l'anello di sua madre, che aveva impegnato. Diana, indignata per il comportamento di sua sorella, ordinò a sua sorella di andarsene da casa sua ma la incontrò alla stazione del bus per ridarle l'anello (che aveva ricomprato).
Un anno dopo April ritornò e rivelò che aveva un nuovo ragazzo, Ben. Maia predisse a Diana che lei e Ben si sarebbero sposati. Diana lo disse a Ben, che lasciò April. Diana si innamorò di Ben e Ben si innamorò di Diana. Maia racconto ad April della visione, facendo crescere la tensione tra le sorelle.
Alla fine della terza stagione Diana decide di lasciare temporaneamente il suo lavoro e di trasferirsi per sei mesi insieme a Ben e Maia in Spagna.

### Kyle Baldwin
Kyle Baldwin è il figlio di Tom Baldwin e il cugino di Shawn Farrell. Kyle quando suo cugino Shawn fu rapito dagli uomini del futuro cadde in coma e ci rimase per tre anni fino a quando Shawn lo guarì con il suo potere. Nel finale della prima stagione si scopre che gli uomini del futuro volevano rapire Kyle per utilizzarlo come un canale di comunicazione con il presente per migliorare i rapporti tra l'NTAC e i 4400. Tuttavia a causa dell'intervento di Shawn che provò a salvare Kyle, Shawn fu rapito al suo posto lasciando Kyle in uno stato di coma per tre anni.
Quando Kyle si svegliò dal coma grazie a Shawn nella prima stagione, venne posseduto da una forza proveniente dal futuro. Capì di non essere Kyle Baldwin - anche se aveva accesso a tutti i ricordi di Kyle - e cominciò a cercare se stesso. Andò a Highland Beach, dove rivelò a Tom Baldwin che l'umanità rischiava di estinguersi e che solo i 4400 possono impedire che avvenga la catastrofe. L'agente Lytell sparò a Kyle il quale sembrò morire, tuttavia dal suo corpo uscì una luce e l'uomo del futuro uscì dal suo corpo. La ferita di Kyle guarì magicamente e smise di essere posseduto dall'uomo del futuro.
Kyle dopo essere tornato in sé si iscrive all'università ma viene ancora posseduto dagli uomini del futuro che lo spingono a uccidere Jordan Collier. Dopo aver ucciso Jordan non viene più posseduto e alla fine della seconda stagione decide di costituirsi alla polizia.
Kyle restò in prigione per alcuni mesi per omicidio. Mentre era in prigione, per motivi ignoti (che però sono stati suggeriti quando Tom Baldwin fece una conversazione immaginaria con suo padre sotto l'influenza della droga Blink), rifiutò di vedere o parlare con suo padre. Quando Jordan Collier resuscitò, Jordan e i suoi seguaci chiesero al giudice di far uscire Kyle di prigione, promettendo in caso contrario proteste quotidiane. Kyle venne liberato.

### Shawn Farrell
Shawn è nato il 12 dicembre 1983 ed è scomparso il 22 aprile 2001, a 17 anni, mentre era, insieme a suo cugino Kyle Baldwin, sulla spiaggia di Highland Beach presso Seattle, Washington. Gli uomini del futuro volevano rapire Kyle non Shawn; mentre Kyle e Shawn stavano bevendo sulla spiaggia, gli uomini del futuro tentarono di rapire Kyle e Shawn nel tentativo di salvarlo interruppe il processo e fu rapito al suo posto.
Shawn ritornò sulla terra tre anni dopo la sua sparizione e scoprì di avere il potere di curare le persone ma anche di ucciderle. Iniziò una relazione con Nikki Hudson, la ragazza di suo fratello Danny. Quando Nikki lasciò Danny, questi e Shawn litigarono; durante il litigio Shawn rischiò di uccidere suo fratello con il suo potere. Alla fine scappò di casa e si rifugiò nel the 4400 center. L'abilità di Shawn di curare le ferite fu molto utile a Jordan Collier e al suo 4400 Center. Jordan stesso ebbe bisogno di essere curato frequentemente a causa dei seri danni fisici provocati da Isabelle Tyler quando era ancora nel pancione materno. In seguito all'assassinio di Jordan, Shawn diventò il leader del 4400 Center. Per la sua inesperienza e incapacità nel gestire il Centro da solo, Shawn si fece aiutare e consigliare da altri membri dello staff del Centro come Matthew Ross e Richard Tyler.
In seguito finanziò il Gruppo Nova, un'organizzazione terroristica interna ai 4400. Quando però ha scoperto che il Gruppo Nova è disposta anche a uccidere per raggiungere i suoi obiettivi Shawn ha smesso di finanziarli e li ha pure traditi aiutando suo zio Tom Baldwin e Diana Skouris a catturare un membro del Gruppo Nova. Quando ha rivelato a Richard Tyler e agli altri del Centro quello che aveva fatto, accettò di condividere la leadership con Richard.
Iniziò una relazione con Isabelle e tentò di lasciarla quando capì quanto Isabelle era pericolosa, ma lei non glielo permise, anzi voleva costringerlo a sposarla. Collier, creduto da tutti morto, ritornò proprio il giorno del matrimonio tra Shawn e Isabelle, causando l'annullamento delle nozze. Shawn e Isabelle si lasciarono e Collier ritornò a essere il leader del 4400 Center.
Alla fine della terza stagione finì in coma dopo essere stato aggredito da Isabelle su richiesta dell'Haspel Corporation.

### Isabelle Tyler
Figlia di Richard Tyler e Lily Moore, Isabelle non è tecnicamente una 4400; lei nacque in seguito al ritorno dei 4400, nella seconda stagione.
Secondo Matthew Ross (e gli uomini del futuro), la sua missione era quella di eliminare tutti i 4400. A lei non è stato somministrato l'inibitore della promicina perché era ancora una bambina, così il suo sangue incontaminato venne usato per guarire Shawn Farrell e di conseguenza tutti i 4400, ripristinando le loro abilità. Alla fine della seconda stagione diventa improvvisamente adulta. Questa veloce crescita causò anche l'invecchiamento rapido di sua madre.
Fin da neonata Isabelle ha grandi poteri ed è estremamente pericolosa. Infatti quando era ancora neonata nella prima e seconda puntata della seconda stagione uccide due persone che la volevano uccidere perché la credevano figlia del diavolo e in un'altra puntata fa ammalare la prima figlia di sua madre (Heidi) per gelosia.
Elenco dei poteri di Isabelle prima che le fossero tolti:
- Comunicazione telepatica (quando era una neonata con Lily Moore, Richard Tyler e Jordan Collier; con Lily quando era nell'utero)
- Suggestione Telepatica
- Materializzazione (dove lei vuole)
- Precognizione (avvertì Lily della presenza di una bomba prima che esplodesse)
- Telecinesi (gli alberi che si "inchinano" nella scena finale della Stagione 1, attacco a Matthew Ross, Tom Baldwin e Diana Skouris nella Stagione 3)
- Termocinesi (riscalda la piscina)
- Limitato shapeshifting (cambia il colore degli occhi dal marrone a verde)
- Apprendimento estremamente rapido (impara a suonare il piano in modo virtuoso in poche ore)
- L'abilità di imitare o impossessarsi dei poteri di altri 4400 (il metodo che ha usato per uccidere vari membri del Gruppo Nova e per far diventare pazzo Armand)

L'abilità di Shawn di strappare la forza vitale a qualcuno non funziona su di lei. Si noti che molti di questi poteri sono imitazioni di poteri di altri 4400.
Ha collaborato con l'Haspel Corporation a cui ha fornito la promicina che hanno poi usato per far sviluppare i poteri a gente non 4400. Dopo che la squadra di superagenti dell'HaspelCorp fu distrutta da un attacco suicida di Boyd Gelder, Isabelle andò al 4400 Center per uccidere tutti i 4400 dentro al centro ma perse i suoi poteri dopo che suo padre, utilizzando la telecinesi, le iniettò un siero dato a Tom Baldwin dagli uomini del futuro. Baldwin le sparò, ma riuscì a sopravvivere e alla fine della Terza Stagione è in Ospedale.

### Jordan Collier
Jordan Collier scomparve il 10 aprile 2002. Riapparve due anni dopo insieme a altre 4399 persone a Highland Beach dopo che una sfera di luce aveva sfiorato la Terra. Fondatore del 4400 center, dedicato agli scomparsi e ai loro simpatizzanti, prende Shawn sotto la sua protezione. Personaggio molto ambiguo, viene ucciso da Kyle dopo che Maia ha predetto la sua morte.
Nella scena finale della seconda stagione però si scopre che è risuscitato. Jordan ritorna al 4400 Center giusto il giorno del matrimonio tra Shawn e Isabelle Tyler. È stato nel futuro e ha visto la catastrofe di cui parlano gli uomini del futuro - un'élite potente e brutale che governa l'ultima città umana . Con l'aiuto di Alana, la sua amnesia guarisce e ritorna a essere il leader del 4400 Center, cacciando fuori dal centro Isabelle.
Dopo essere ritornato il leader dei 4400, Collier fa evadere i membri del Nova Group e ruba la promicina all'Haspel Corporation con l'intento di distribuirla alla gente. 
Secondo alcuni per il personaggio di Collier gli autori del telefilm si sono ispirati a Gesù Cristo; in effetti Collier è saggio e perdona proprio come Gesù e assomiglia Gesù anche nell'aspetto avendo come Gesù i capelli lunghi e la barba. Inoltre entrambi i personaggi sono morti e risuscitati. Jordan Collier e Gesù (Jesus in inglese) condividono le stesse iniziali, JC. Inoltre Gesù venne battezzato nel fiume Giordano (Jordan in inglese). Gli autori del telefilm hanno però affermato che è solo una coincidenza il fatto che Jordan Collier abbia le stesse iniziali di Gesù Cristo.

### Maia Ruthledge Skouris
Maia Rutledge è nata il 28 febbraio 1938 ed è scomparsa il 3 marzo 1946 all'età di 8 anni a Crescent City, California. Maia è una bambina capace di prevedere il futuro (precognizione).
Maia iniziò a scrivere nel suo diario le sue visioni. La sua madre adottiva, l'agente NTAC Diana Skouris, l'adottò nel primo episodio della stagione due (Wake Up Call). Maia fu la prima 4400 ad ammalarsi della malattia mortale provocata dall'inibitore della promicina.
Venne di nuovo rapita dagli uomini del futuro e portata nel passato (più precisamente nell'anno 1847). Venne di nuovo riportata nel presente dagli uomini del futuro dopo essere stati convinti da Tom Baldwin a farlo.
Maia incominciò a frequentare la scuola dei bambini 4400 al 4400 Center. Nell'episodio finale della terza stagione ("Fifty-Fifty"), Diana ordinò a Maia di non andare a scuola del 4400 Center per motivi di sicurezza ma Maia le disubbedì e andò a scuola proprio il giorno in cui Isabelle decise di uccidere tutti i 4400 nel centro. Comunque Isabelle venne fermata prima che potesse far del male a Maia. Al termine della Terza Stagione Maia va in vacanza per sei mesi in Spagna con sua madre e Ben.

### Lily Tyler
Lily è nata il 4 agosto 1966 ed è scomparsa il 26 maggio 1993 a Orlando, Florida a 26 anni. Al tempo del rapimento, era sposata con Brian Moore e aveva una figlia, Heidi Moore. Quando tornò scoprì che era creduta morta e che suo marito si era risposato con una certa Carol. Di conseguenza sposò Richard Tyler, uno dei 4400, ed ebbe una bambina, Isabelle.
Quando Richard venne preso in custodia, Lily chiese aiuto a Brian, e i due si riconciliarono. Lily e Richard vennero alla fine convinti a lavorare al 4400 Center. In seguito alla morte di Collier, Matthew Ross chiede a Lily di aiutare Shawn Farrell a aprire una fundazione di cura al centro. Fu in quel periodo che Lily venne visitata da Heidi al centro; Carol e Brian avevano infatti deciso di dire a Heidi che la sua madre biologica è Lily. Madre e figlia così iniziarono a conoscersi ma Isabelle per gelosia fece ammalare Heidi.
Nel primo doppio episodio della terza stagione invecchiò rapidamente dall'età di 29 anni all'età di circa 75 anni. Lily informò Isabelle che se ne sarebbe andata in un'altra clinica e lasciò a Isabelle la sua fede nuziale. Dopo averle detto addio, Lily e Richard partirono per la clinica. Ma prima di raggiungere la clinica, Lily morì e dopo la cremazione le sue ceneri vennero sparse da Richard sulla tomba di sua nonna, Lily Bonham. I genitori di Lily divorziarono quando aveva 14 anni.

### Richard Tyler
Richard scomparve l'11 maggio 1951 a 29 anni in Sud Corea mentre stava combattendo la Guerra di Corea. Ex pilota afro-statunitense proveniente da St. Louis, Missouri, aveva una relazione con la nonna di Lily Moore, Lily Bonham. È il padre della seconda figlia di Lily Moore, Isabelle Tyler. Quando ha scoperto che Shawn Farrell aveva finanziato il Gruppo Nova, venne convinto da Matthew Ross a diventare il capo del 4400 Center.
L'inibitore della promicina soppresse interamente l'abilità di Richard, portandolo a credere che fosse uno dei molti ritornati senza abilità. In seguito allo scandalo dell'inibitore e la cessazione delle iniezioni dell'inibitore Richard sviluppò come potere la telecinesi. Inizialmente non sapeva ben controllare il suo nuovo potere. Temendo sua figlia, decise di chiedere aiuto a Heather Tobey che lo aiutò a controllare meglio quella sua abilità.
Nell'episodio finale della terza stagione, Richard tentò di distruggere la promicina rubata, ma venne fermato da Tess Doerner. Quando Isabelle tentò di distruggere il 4400 Center, lui le iniettò con la telecinesi una sostanza anti-promicina, rimuovendo le sue abilità.

### Alana Mareva
Alana è nata il 17 ottobre 1969 ed è scomparsa il 5 settembre 2001 a Seattle, Washington. Prima del suo rapimento suo marito e il suo figlio unico Billy vennero uccisi da un autista ubriaco. Era un'artista che possedeva una galleria d'arte e viaggiò per il mondo.
Ha l'abilità di creare realtà parallele soggettive che solo lei e la persona che tocca possono percepire. Usò per la prima volta la sua abilità per creare una realtà senza i 4400 in cui conobbe e si innamorò di Tom Baldwin; Tom e Alana restarono in questa realtà per otto anni. Poi Tom e Alana tornarono nel mondo reale, nella quale erano passati solo pochi minuti.
Quando l'NTAC cercò Gary Navarro per interrogarlo e arrestarlo in quanto membro del Gruppo Nova Alana lo avvertì dell'arrivo dell'NTAC permettendogli di scappare. Quando il governo decise di arrestarla perché aveva aiutato Gary a scappare scappò con lui in Canada.
Ritornò per aiutare Jordan Collier a guarire dall'amnesia. A quei tempi Tom Baldwin, ancora innamorato di lei, suggerì di fare un accordo che le avrebbe permesso di rimanere negli USA senza essere arrestata.
Nel finale della terza stagione viene rapita dagli uomini del futuro per punire Tom.

## Personaggi ricorrenti

### April Skouris
È la sorella dell'agente NTAC Diana Skouris. Ha approfittato dell'abilità di sua nipote Maia di prevedere il futuro per vincere alla lotteria e a giochi tipo totocalcio.
April è stata sfortunata nelle sue relazioni amorose, perdendo recentemente il suo ragazzo Ben (Brennan Elliott) che l'ha lasciata per mettersi insieme con sua sorella. Alla fine della terza stagione si inietta una dose di promicina.

### Gary Navarro
È un ex giocatore di baseball che è stato un agente telepate dell'NSA e anche membro del gruppo terroristico Gruppo Nova.

### Nikki Hudson
Nikki è la vicina di casa dei Farrell ed è stata la ragazza di Danny fino al ritorno di Shawn. Nikki e Shawn si innamorarono e si frequentarono fino alla fuga di Shawn al 4400 Center. 

### Danny Farrell
È il fratello minore di Shawn. Poiché Shawn "gli ha rubato" la fidanzata, è uno studente di college anti-4400. Danny frequenta lo stesso college di Kyle.

### Nina Jarvis
Nina è a capo dell'NTAC dopo Dennis Ryland nella seconda stagione, mentre nella quarta stagione si dimette e lascia il posto a Meghan Doyle.

## Personaggi minori

### Prima stagione
- Orson Bailey (Michael Moriarty), scomparso l'11 giugno 1979, a Tacoma (Washington).

Orson Bailey scompare nel giorno dell'anniversario del suo matrimonio mentre usciva dalla sua compagnia di assicurazioni, la "Kensington & Bailey". Quando tornò, la prima cosa che volle fare fu tornare al suo vecchio ufficio per rendersi conto che dopo la sua scomparsa non gli era rimasto niente e che il figlio di Kensington aveva preso tutto. Furioso, andò a casa sua per chiedergli spiegazioni e al rifiuto dell'uomo, iniziò a manifestare il suo potere, ovvero concentrare le vibrazioni fino a creare dei piccoli terremoti che uccise il figlio del suo socio. 
- Carl Morrisey (David Eigenberg), scomparso il 16 febbraio 2003, a Seattle (Washington); morto.

Commesso di supermercato timido, impacciato e vessato dai superiori, dopo il suo ritorno acquisì una forza ed una velocità sovrumane che impiegò, come tutti i supereroi, a fin di bene ripulendo il suo quartiere, che prima era una zona rispettabile, dal crimine. Sfortunatamente, viene pugnalato da un criminale e quindi ucciso. La sua morte però infonde coraggio negli abitanti del quartiere, che si uniscono per riprendere ciò che Morrisey aveva incominciato. 
- Oliver Knox (Lee Tergesen), scomparso il 22 agosto 1983, a Friday Harbor (Washington), serial killer.

Oliver Knox era un serial killer molto attivo nella zona di Friday Harbor. Quando ritorna, riprende a uccidere la gente ma questa volta con un'arma in più: ha infatti il potere della persuasione e convince quindi persone ad uccidere per lui. Avendolo rintracciato, l'NTAC lo prende e lo rinchiude in una cella insonorizzata. Pare che questo personaggio sia stato ricalcato sul modello di Gary Ridgway, noto come "Il Killer di Green River".
4. Mary Deneville (Georgia Craig), scomparsa il 4 agosto 1999; morta.
Una fioraia che stimola la crescita delle sue piante tramite il potere della parola, viene uccisa dopo che i fratelli di una delle vittime di Oliver Knox organizzano una crociata contro i 4400 e mettono una bomba dentro il suo van.

### Seconda Stagione
- Tess Doemer (Summer Glau), scomparsa il 3 aprile 1955

Affetta da schizofrenia paranoide sin dall'età di 15 anni, ha il potere del controllo mentale e tramite esso induce i pazienti e lo staff dell'ospedale psichiatrico in cui è rinchiusa a costruire un gigantesco marchingegno che dovrebbe metterla in contatto con i misteriosi "alieni".
- Heather Tobey (Kathryn Gordon), scomparsa il 2 marzo 1974.

Un'insegnante di educazione artistica col potere di intensificare il potenziale creativo dei suoi alunni. Ma funziona solo con chi ce l'ha davvero
- Agente Jed Garrity (Kavan Smith)
- Wendy Paulson (Lexa Doig)
- Devon Moore (Jody Thompson) (morto)
- Trent Appelbaum (Robert Picardo), scomparso il 18 maggio 1989

Un venditore il cui fegato secerne una proteina speciale che accelera il metabolismo costringendo chi viene a contatto con la sua saliva a un dimagrimento fulminante e inarrestabile.
- Eric Papequash (Glen Gould)
- Jean DeLynn Baker (Sherilyn Fenn)
- Edwin Musinga/Mayuya (Hill Harper),

Un medico di etnia Hutu, attivo durante il Genocidio del Ruanda e il cui ospedale venne usato per massacrare molti Tutsi. Scappato sotto falso nome in America, viene rapito e riportato indietro col potere di guarire malattie genetiche agendo sugli embrioni
- Roger Wolcott (Rob Lee)
- Sara James (Karen Austin), scomparso 5 novembre 1971
- Laurel Bryce (Iris Paluly), scomparso il 7 gennaio 1982
- Liv (Lindy Booth)
- T.J. Kim (Leanne Adachi)
- Rose Woodard (Christie Wilkes)
- Matthew Lombard (Ken Jones)
- Werner Loecher (Nicholas von Zill)
- Nate McCullough (Jonah Bay), scomparso l'8 settembre 2000

### Terza Stagione
1. Jung Pak (Phoenix Ly)
2. Tyler Downing (Matthew Gray)
3. Philippa Bynes (Angelique Naude)
4. Dante Ferelli (Kurt Evans)
5. Wesley Hauser (Andrew Kavadas)
6. Daniel Armand (Ian Tracey)
7. Boyd Gelder (Sean Marquette)
8. Ryan Freel
9. Amy Paspalis
10. Lindsey Hammond (Alexia Fast)
11. Olivia Jermaine (Sophie Barnett)
12. Duncan Jermaine (Cainan Wiebe)
13. Christopher Dubov (Kevin McNulty)
14. Todd Barstow (Carter Jenkins)
15. Zachary Gidlund (Danny Dorosh)
16. Jane Nance (Ulla Friis)
17. Jorge Molina (Emilio Salituro)
18. Naomi Bonderman (Linda Darlow)
19. Darren Piersahl (Jamie Martz)
20. John Shaffner (J. August Richards)
21. Claudio Borghi (Brian George)
22. Edwin Garrett
23. Michael Lawrence
24. Paul Newbold (Sean Pratt)
25. Tina Richardson (Tanya Hubbard)
26. Lewis Mesirow (Chris Davis)

### Quarta Stagione
1. Agente Jed Garrity (Kavan Smith)
2. Wendy Paulson (Lexa Doig)
3. Graham Holt (Cameron Bright)
4. Troy Kennedy (Tod Fennell)
5. Brandon Powell (Jake Cherry)
6. Audrey Parker (Constance Towers e Laura Mennell), morta
7. Shannon Reese (Lisa Sheridan)
8. Billy (Gregory Waldock)
9. Dalton Gibbs (Jason Diablo)
10. Kathy Weir (Iris Quinn)
11. Paul Weir (Mark Acheson)
12. Guardia del corpo 1 (Chris Currie)
13. Curtis Peck (Todd Giebenhain)
14. Anastasia
15. Aquino (Curtis Caravaggio)
16. Henderson
17. P.J. (Sean Devine)
18. Brady
19. Cora Tomkins (Lorena Gale) scomparsa il 2 novembre 1950
20. Michael Anslet
21. Byron Lillibridge (Greyston Holt)